# Садовое (Адыгея)
Садо́вое (адыг. Чъыгхат) — село в Красногвардейском муниципальном районе Республики Адыгея России. Административный центр Садовского сельского поселения.

## История
Село образовано в 1963 году в результате объединения хуторов Садовый и Нижне-Назаров.

## Население
| 2002  | 2010  | 2013  | 2014  | 2015  | 2016  | 2017  |
| ----- | ----- | ----- | ----- | ----- | ----- | ----- |
| 1260  | ↗1315 | ↗1340 | ↗1384 | ↘1374 | ↘1363 | ↗1385 |
| 2018  | 2019  | 2020  | 2021  | 2023  | 2024  |       |
| ↗1422 | ↘1407 | ↗1410 | ↗1419 | ↗1463 | ↗1485 |       |

По данным Всероссийской переписи 2021 года:
| Народ               | Численность, чел. | Доля от всего населения, % |
| ------------------- | ----------------- | -------------------------- |
| курды               | 692               | 48,77 %                    |
| русские             | 658               | 46,37 %                    |
| другие / не указано | 69                | 4,86 %                     |
| всего               | 1 419             | 100,0 %                    |

## Улицы
| - пер. Восточный, - ул. Зелёная, - ул. Клубная, - ул. Колхозная, - ул. Красная, | - ул. Ленина, - ул. Молодёжная, - ул. Первомайская, - ул. Пролетарская, - ул. Садовая, | - ул. Светлая, - ул. Советская, - ул. Чигаринская, - ул. Школьная. |